# Kalsoyarfjørður
El Kalsoyarfjørður, pronunciat [kalsjaɹˌfjøːɹʊɹ] en feroès, és un estret de les illes Fèroe, que separa les illes de Kalsoy (a l'oest) i Kunoy (a l'est). Té una longitud de 18 km i una orientació nord-nord-est, sud-sud-oest.
Al nord, l'estret s'obre a l'Atlàntic Nord, mentre que pel sud es troba amb el Leirvíksfjørður, l'estret que separa les illes d'Eysturoy i de Borðoy.
A la riba occidental del Kalsoyarfjørður hi ha tots els nuclis habitats de Kalsoy (Syðradalur, Húsar, Mikladalur i Trøllanes). A la riba oriental hi ha el poble de Kunoy, situat a l'illa del mateix nom.
Un ferri de la companyia Strandfaraskip Landsins circula per les aigües de l'estret connectant Klaksvík amb Syðradalur.